# 信義公主 (陳道谭之女)
信義公主（?—?），中国南北朝陈朝公主，是陈文帝的妹妹，陈道谭的女儿，母亲不详。名字不详。
信义长公主下嫁功臣到仲举的儿子到郁，因为公主的原因到郁担任中书侍郎，出为宣城郡太守。陈文帝死后，其弟陈顼（陈宣帝），杀死了陈文帝的亲信韩子高和到仲举、到郁父子，到郁的儿子因为是陈顼的外甥，获免。